# Moreira do Rei

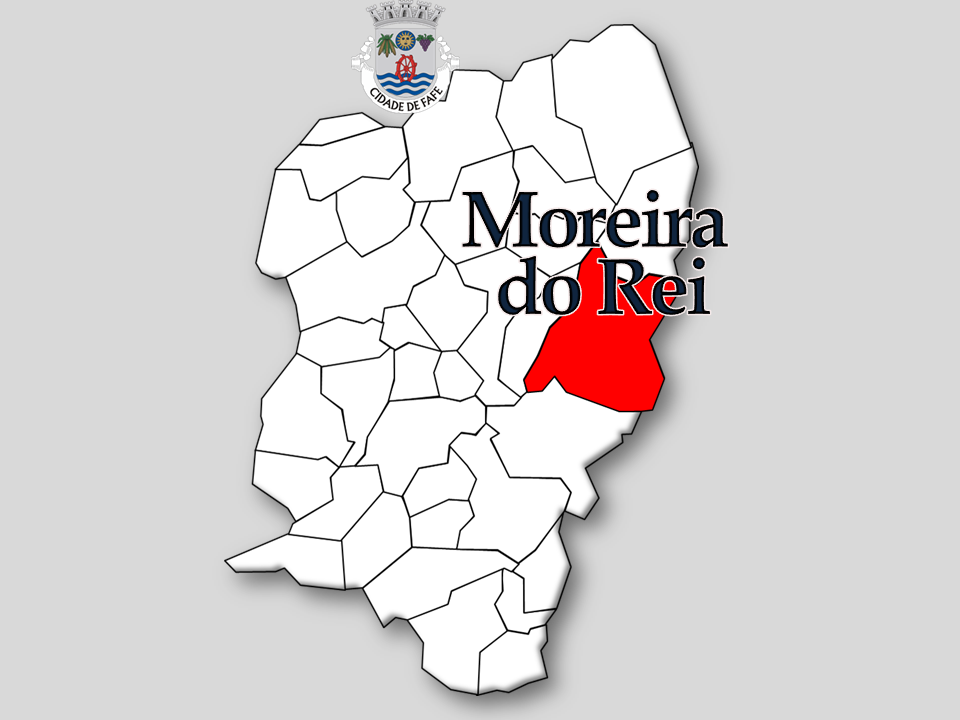
Localização da Freguesia de Moreira do Rei no Município de Fafe

Moreira do Rei é uma localidade portuguesa do Município de Fafe que foi sede da extinta Freguesia de Moreira do Rei, freguesia que tinha 17,25 km² de área e 1 667 habitantes (2011), e, por isso, uma densidade populacional de 96,6 hab/km².
A Freguesia de Moreira do Rei foi extinta em 2013, no âmbito de uma reforma administrativa nacional, para, em conjunto com a Freguesia de Várzea Cova, formar uma nova freguesia denominada União de Freguesias de Moreira do Rei e Várzea Cova com  sede na Rua da Feira, 96.
Constituiu, até ao início do século XIX, o couto de Moreira do Rei. Tinha, em 1801, 1 387 habitantes.

## População
| Número de habitantes | Número de habitantes | Número de habitantes | Número de habitantes | Número de habitantes | Número de habitantes | Número de habitantes | Número de habitantes | Número de habitantes | Número de habitantes | Número de habitantes | Número de habitantes | Número de habitantes | Número de habitantes | Número de habitantes |
| -------------------- | -------------------- | -------------------- | -------------------- | -------------------- | -------------------- | -------------------- | -------------------- | -------------------- | -------------------- | -------------------- | -------------------- | -------------------- | -------------------- | -------------------- |
| 1864                 | 1878                 | 1890                 | 1900                 | 1911                 | 1920                 | 1930                 | 1940                 | 1950                 | 1960                 | 1970                 | 1981                 | 1991                 | 2001                 | 2011                 |
| 1 423                | 1 430                | 1 539                | 1 546                | 1 649                | 1 681                | 1 707                | 1 957                | 2 216                | 2 058                | 2 110                | 1 991                | 1 914                | 1 992                | 1 667                |